# ستيفن أنتوني لورانس
ستيفن أنتوني لورانس (بالإنجليزية: Steven Anthony Lawrence)‏ هو ممثل أمريكي، ولد في 19 يوليو 1990 في الولايات المتحدة.

## أعمال

### أفلام
- (2003) القط في القبعة[2]
- (2003) تشيبر باي ذا دزن[3]

## وصلات خارجية
- ستيفن أنتوني لورانس على موقع IMDb (الإنجليزية)
- ستيفن أنتوني لورانس على موقع ألو سيني (الفرنسية)
- ستيفن أنتوني لورانس على موقع أول موفي (الإنجليزية)
- ستيفن أنتوني لورانس على موقع قاعدة بيانات الأفلام السويدية (السويدية)
- ستيفن أنتوني لورانس على موقع قاعدة بيانات الفيلم (الإنجليزية)
- ستيفن أنتوني لورانس على موقع كينوبويسك (الروسية)